# Jef Maes
Joseph (Jef) Maes (Anvers (Bèlgica), 5 d'abril, 1905 - Idem, 30 de juny, 1996), va ser un compositor i pedagog musical belga.

## Biografia
Influenciat i animat pel seu amic André Cluytens, Jef Maes va estudiar al Conservatori Reial Flamenc d'Anvers. Maes va estudiar viola amb Napoleon Distelmans i música de cambra amb Albert van de Vijver. Va estudiar harmonia, contrapunt i fuga de manera privada amb Karel Candael.
Als 23 anys va completar la seva primera composició, una meditació romàntica per a violí i piano.
Després dels seus estudis, va reunir experiència orquestral com a violista a l'orquestra de l'òpera d'Anvers durant dos anys. El 1926 va treballar a l'orquestra amb Lodewijk De Vocht a la "Nieuwe Concerten" d'Anvers, fundada per De Vocht. Des de 1930 va ser solista als famosíssims "Zoo Concerts" d'Anvers, dirigits per Flor Alpaerts. Després va treballar durant uns 10 anys com a violista a l'Orquestra del Casino de Knokke. Durant la Segona Guerra Mundial va ser director d'assaig a la "Royal Flemish Opera" i al "Royal Dutch Theatre".
El 1933 va ser professor a l'acadèmia de música de Boom, on va ser nomenat director deu anys més tard. De 1942 a 1955 va ensenyar harmonia al Conservatori Reial Flamenc d'Anvers. Del 1955 al 1970 va ser professor de música de cambra. Des de 1961, dirigeix el campament musical internacional anual durant les vacances d'estiu, organitzat per Joventut i Música. Va ser un mentor de la vida musical a Turnhout durant molt de temps, i el 1956 també va ser cofundador de "De Philharmonie" (ara Orquestra Simfònica d'Anvers) a Anvers. Aquesta va ser la base per ser membre de la Reial Acadèmia Flamenca de Bèlgica per a les Ciències i les Arts. El 1971 va ser guardonat, entre altres coses, amb el premi Jef Van Hoof de composició.